# Ich pięcioro
Ich pięcioro (ang. Party of Five) – amerykański serial telewizyjny emitowany od 12 września 1994 do 3 maja 2000 przez telewizję Fox. W Polsce serial wyemitowała TVP2 w całości od 30 września 1999 do 20 grudnia 2001.

## Fabuła
Serial przedstawia historię rodziny Salingerów – piątki rodzeństwa, która musi radzić sobie sama, po tym jak w wypadku samochodowym giną jej rodzice. Opieką nad czwórką niepełnoletniego rodzeństwa zajmuje się najstarszy Charlie. Musi przejąć też rodzinny interes Salingerów – restaurację.

## Produkcja
Początkowo Ich pięciorgu groziło szybkie zakończenie produkcji z powodu niskiej oglądalności. Wzrosła ona po tym, jak w 1996 serial otrzymał Złoty Glob za najlepszy serial dramatyczny. Młodzi odtwórcy głównych ról (Jennifer Love Hewitt, Neve Campbell, Matthew Fox, Scott Wolf) zdobyli duży rozgłos i rozpoczęli karierę aktorską.

## Spin-off
Spin-offem Ich pięciorga był serial A życie kołem się toczy (Time Of Your Life), w którym przedstawiono dalszą historię Sarah Reeves Merrin (Jennifer Love Hewitt), przyjaciółki Salingerów. Pomimo popularności aktorki, nadawanie serialu zostało przerwane w połowie pierwszego sezonu z powodu niskiej oglądalności.

## Remake
W 2020 roku nakręcono remake serialu, którego bohaterowie nie zostają sami w wyniku śmierci rodziców, lecz ich deportacji do ojczystego Meksyku. Powstało jednak zaledwie dziesięć odcinków. Swoją amerykańską premierę serial miał w miejscowej wersji stacji Fox dnia 8 stycznia 2020 roku, a polską w AXN Polska, 8 lutego 2021.

## Obsada
- Neve Campbell – Julia Salinger
- Lacey Chabert – Claudia Salinger
- Matthew Fox – Charlie Salinger
- Scott Wolf – Bailey Salinger
- Jennifer Love Hewitt – Sarah Reeves
- Scott Bairstow – Ned Grayson
- Jeremy London – Griffin Chase Holbrook
- Scott Grimes – Will McCorkle
- Kyle Secor – Evan Stilman
- Jane Kaczmarek – Helene Thompson
- Olivia d’Abo – Perry Marks
- Brittany Murphy – Abby
- Eric Mabius – Brian Stilman